# أندريه موروا
أندريه موروا، (بالفرنسية: André Maurois)‏، (عاش 26 يوليو، 1885-9 أكتوبر، 1967)، هو روائي وكاتب فرنسي، اشتهر بكتابته لسير عددٍ من الأدباء والفلاسفة.

## سيرته
ولد 26 يوليو 1885 في إيلبوف باسم إميل سالومون فيلهلم هرتسوغ، واستخدم اسم «أندريه موروا» كاسم مستعار له. ينتمي لعائلة يهودية، كان والده صاحب مصنع نسيج، فعمل معه فترة، ثم أشبع ميوله الأدبية بحصوله على إجازة في الفلسفة. عمل ضابطاً مترجماً في أثناء الحرب العالمية الأولى لدى القوات البريطانية، وتعاطف مع الثقافة الأنجلوسكسونية، فكتب عن تاريخ إنجلترا عام 1937، وعن تاريخ الولايات المتحدة الأمريكية عام 1947.
بدأت شهرته منذ عام 1917 عندما كتب «صمت الكولونيل أو العقيد برامبل»، وتألق أيضاً عندما كتب
«أجواء» عام 1928 يطرح فيه وجهتي نظر المرأة والرجل في العلاقة الزوجية. أما كتابه «الحلقة الأسروية» (1932) فهو محاولة للتوفيق بين الأجيال. كتب أيضاً «غريزة السعادة» (1934)، و«آلة لقراءة الأفكار» (1937).
انتخب موروا عام 1938 عضواً في الأكاديمية الفرنسية، وتابع مسيرته الأدبية والصحفية. أكسبته كتابة السير الذاتية للمشاهير - التي نشرها موثقة - شهرة تفوق شهرته الروائية. وساعدته زوجته في تقصي حياة الأدباء فكتب عن حياة فولتير، والفيكونت دوشاتوبريان، وجورج غوردون بايرون، وجورج ساند، وفكتور هوغو، وأونوريه دي بلزاك، ومارسيل بروست وغيرهم.
وقد رَسَخَت أقدام موروا الأدبية فيما يبدو، نتيجة لما كتبه من تراجم عن المؤلفين الإنجليز والفرنسيون، ومن أهم أعماله الجديرة بالاعتبار تلك التي تناولت حياة كل من بيرسي بيش شيلي (1923)، وبينجامين دزرائيلي (حياة ديزرائيلي، 1927)، والأجيال الثلاثة لأسرة ألكسندر دوما (1957). وكانت بواكير أعماله روايتين ساخرتين، استوحاهما من تجارب الحرب، وهما صمت الكولونيل برامبل (1918)، وخطبة الدكتور جرادي (1922)، أما روايته كليماتس التي نشرت عام (1928)، فقد أكدت مكانة موروا ككاتب روائي بارع ذي أسلوب جذاب، كما أن له مؤلفات تاريخية عن فرنسا وإنجلترا والولايات المتحدة، لاقت رواجاً كبيرًا. من مؤلفاته أيضاً «يحدث دائماً غير المتوقع» (1943) و«عوالم مستحيلة» (1947).

## روابط خارجية
- أندريه موروا على موقع IMDb (الإنجليزية)
- أندريه موروا على موقع الموسوعة البريطانية (الإنجليزية)
- أندريه موروا على موقع مونزينجر (الألمانية)
- أندريه موروا على موقع ألو سيني (الفرنسية)
- أندريه موروا على موقع ميوزك برينز (الإنجليزية)
- أندريه موروا على موقع أول موفي (الإنجليزية)
- أندريه موروا على موقع قاعدة بيانات الأفلام السويدية (السويدية)
- أندريه موروا على موقع إن إن دي بي (الإنجليزية)
- أندريه موروا على موقع ديسكوغز (الإنجليزية)
- أندريه موروا على موقع قاعدة بيانات الفيلم (الإنجليزية)
- أندريه موروا على موقع أوليمبيديا (الإنجليزية)